# West New York
West New York is een plaats (town) in de Amerikaanse staat New Jersey, en valt bestuurlijk gezien onder Hudson County.

## Demografie
Bij de volkstelling in 2000 werd het aantal inwoners vastgesteld op 45.768.
In 2006 is het aantal inwoners door het United States Census Bureau geschat op 46.398, een stijging van 630 (1.4%).

## Geografie
Volgens het United States Census Bureau beslaat de plaats een oppervlakte van
3,4 km², waarvan 2,6 km² land en 0,8 km² water.

## Plaatsen in de nabije omgeving
De onderstaande figuur toont nabijgelegen plaatsen in een straal van 8 km rond West New York.

## Sport
In 2011 werd bekend gemaakt dat er een Formule 1-race gehouden zou worden in West New York en Weehawken als de Grand Prix Formule 1 van Amerika, beginnend in 2013. Uiteindelijk is de Grand Prix nooit van de grond gekomen.